# 安栄観光

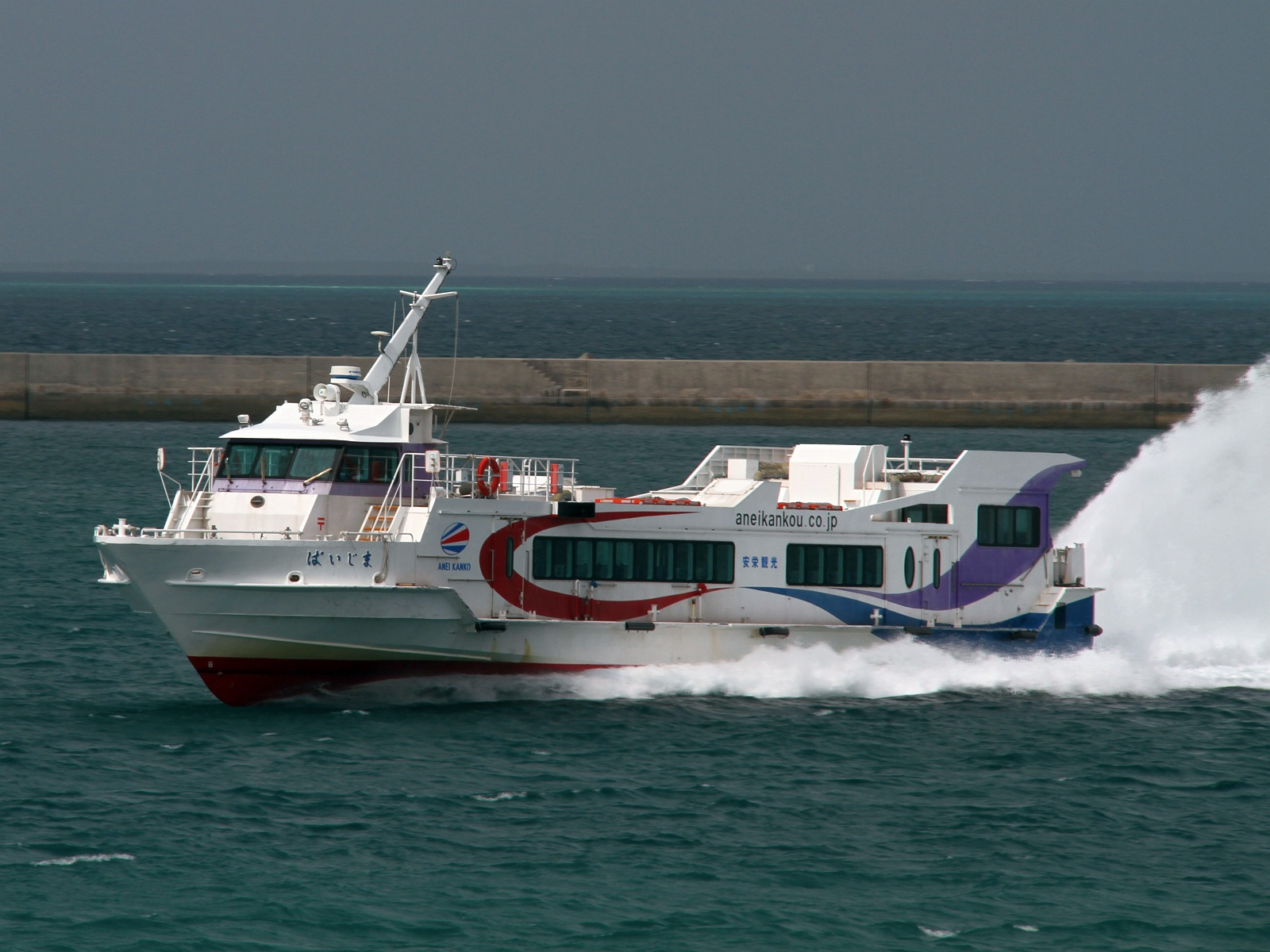
ぱいじま（石垣港沖）

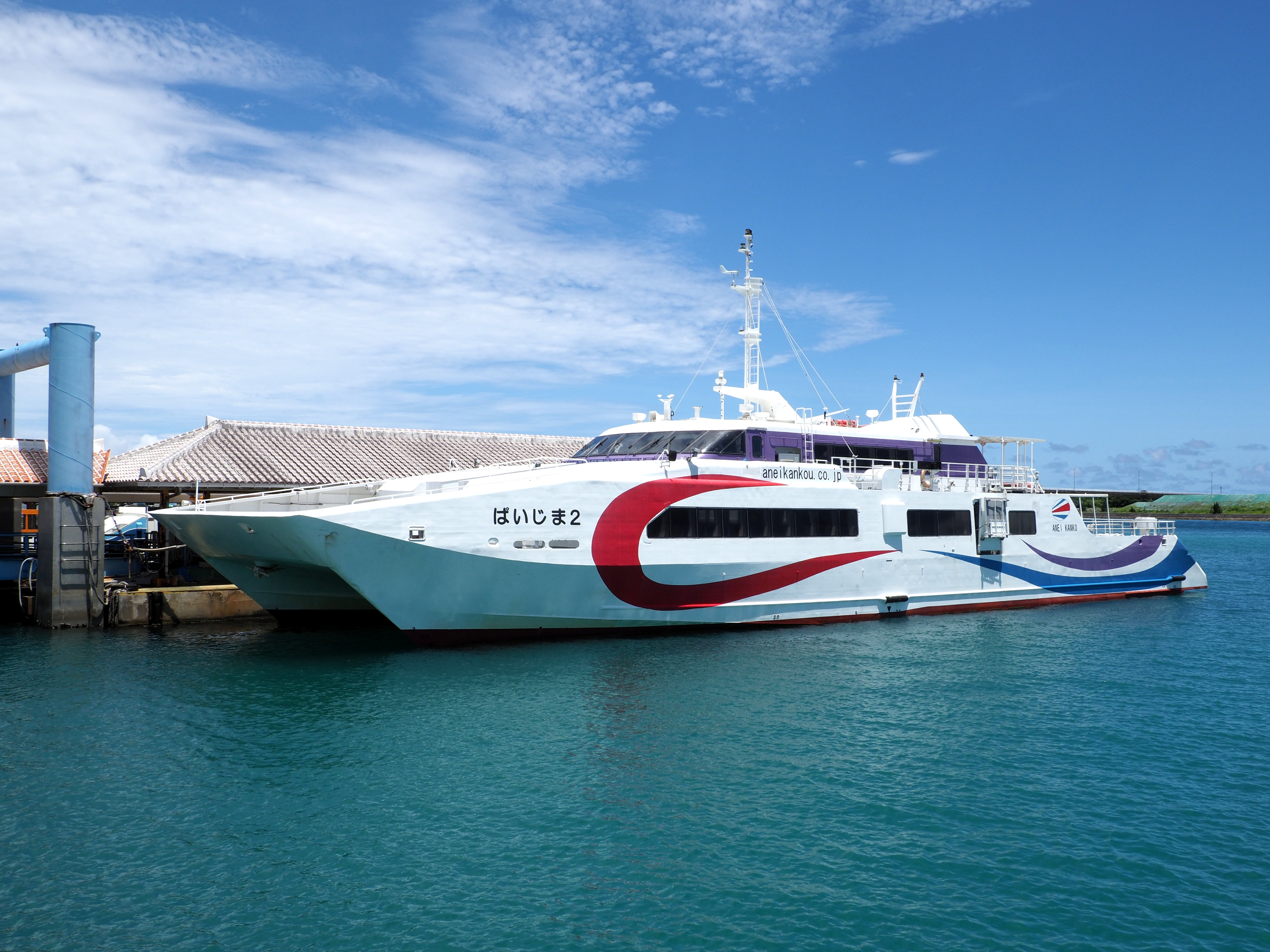
ぱいじま2（石垣港）

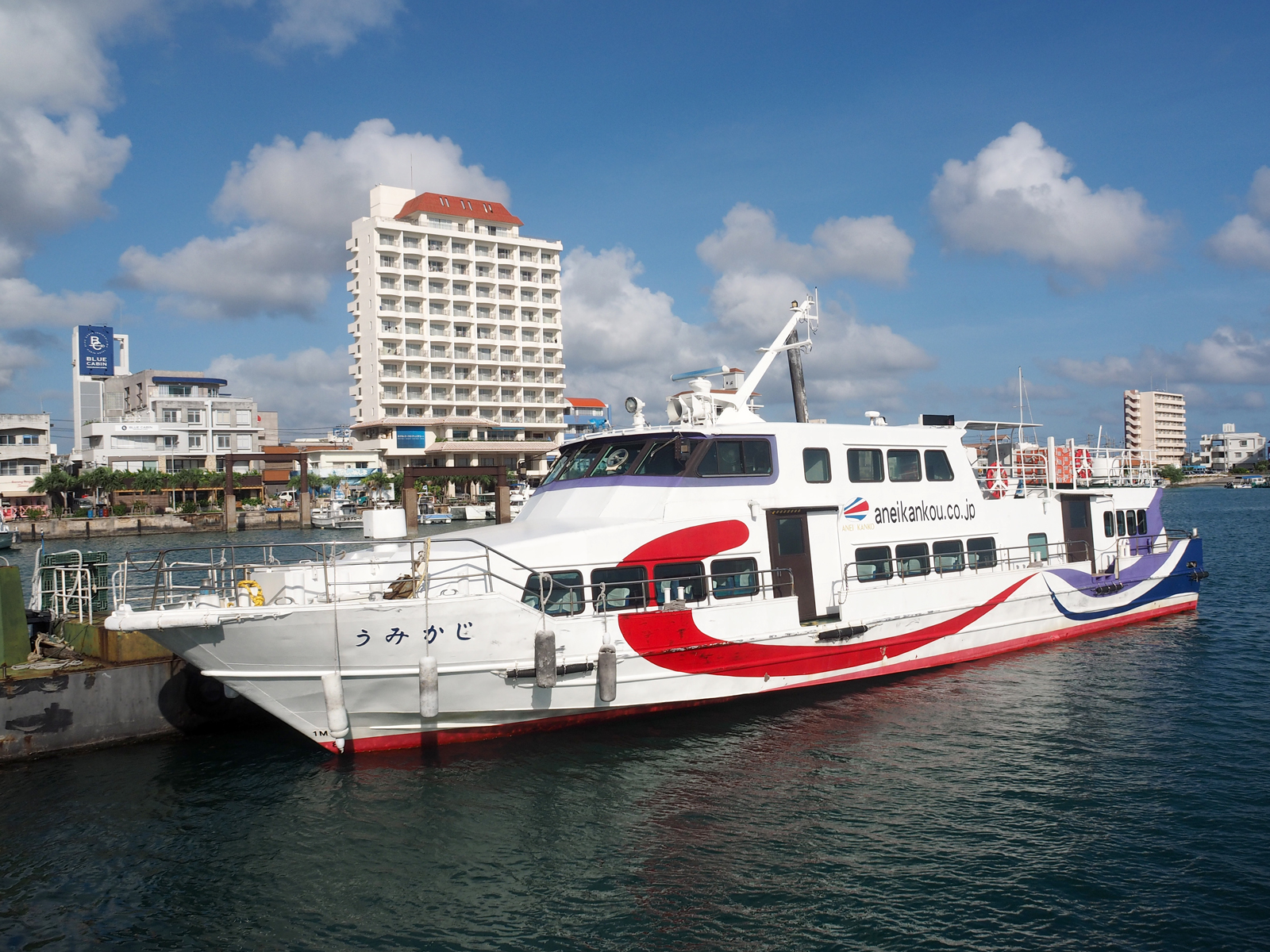
うみかじ（石垣港）

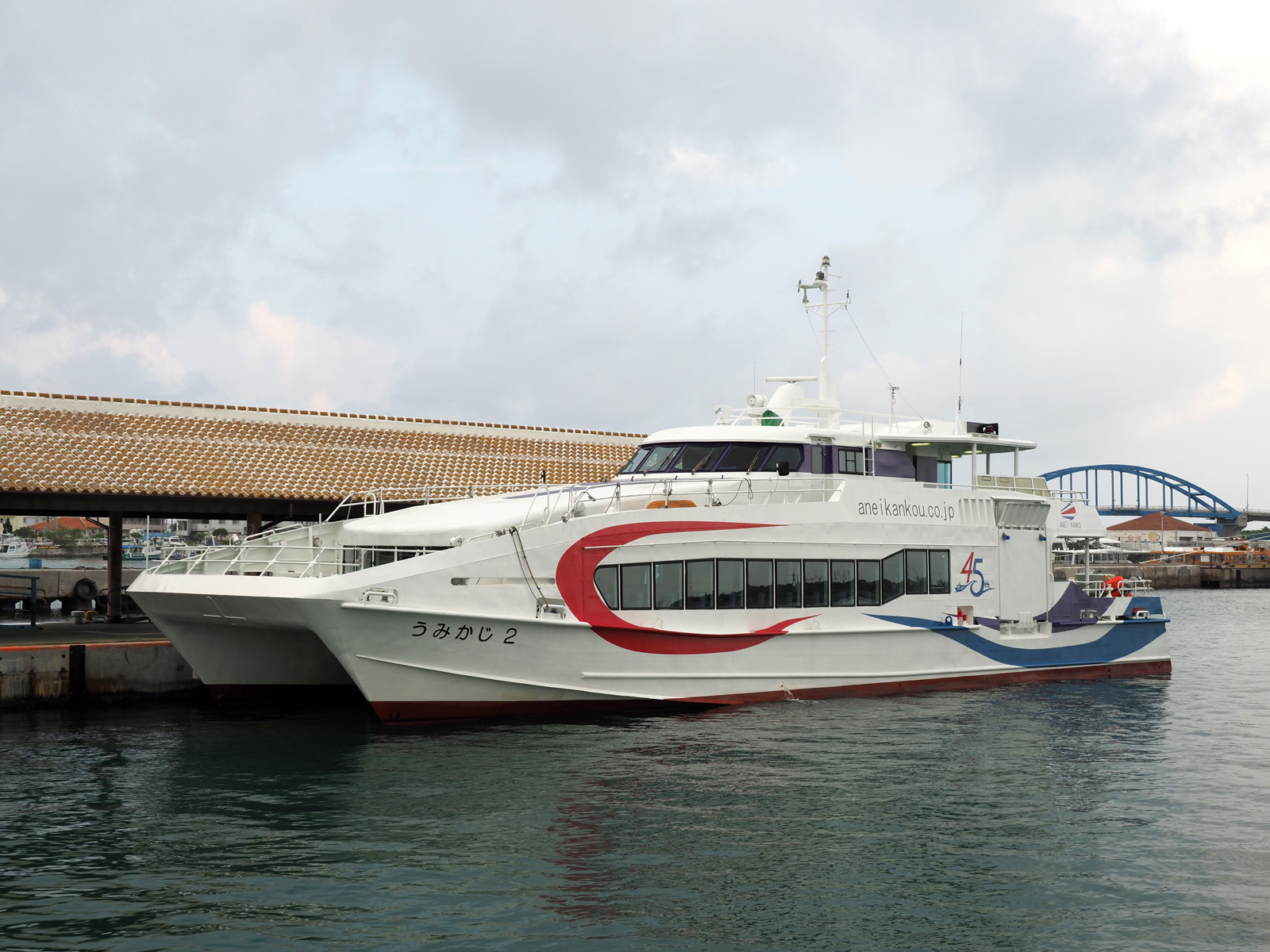
うみかじ2（石垣港）

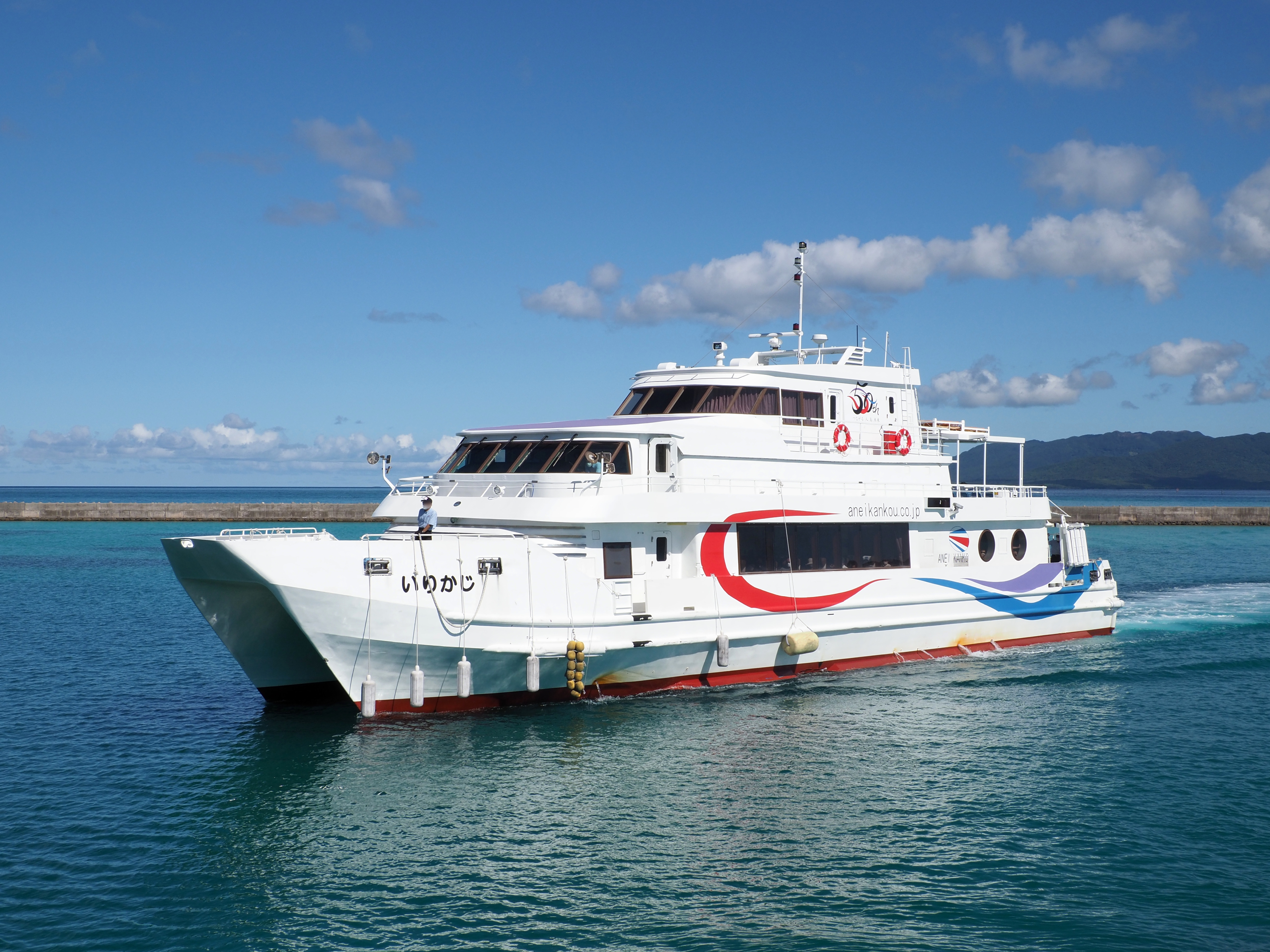
いりかじ（鳩間港沖）

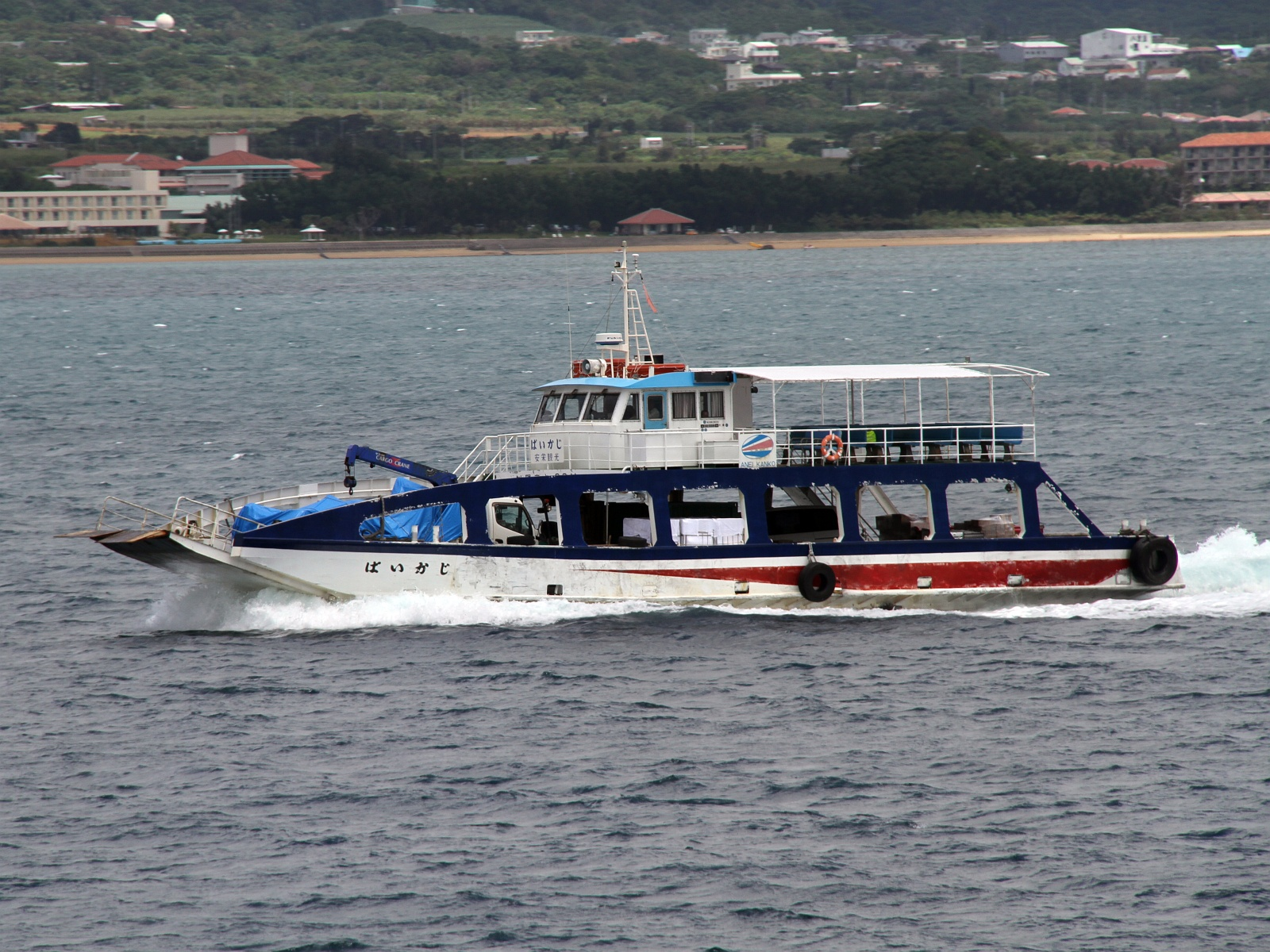
ぱいかじ（石垣港沖）

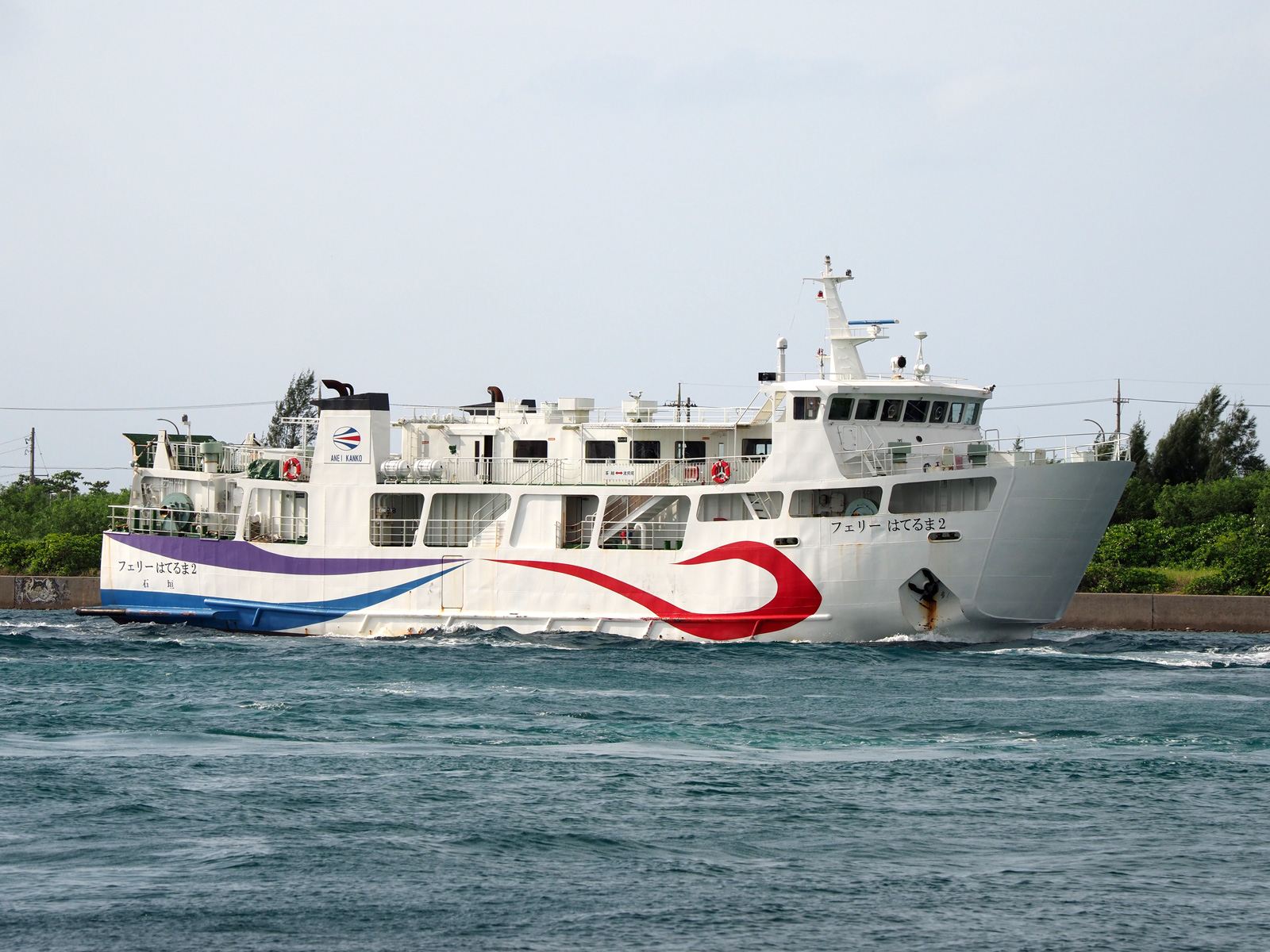
フェリーはてるま2（石垣港沖）

有限会社安栄観光（あんえいかんこう）は、沖縄県石垣市美崎町の石垣港離島ターミナル内に本社を置く海運会社である。

## 概要
八重山列島において、主に石垣島と他の島との間で旅客船・フェリーを運航するとともに、関連ツアーの催行等も行っている。大半の営業航路が八重山観光フェリーとのダブルトラックとなっているが、2010年（平成22年）4月から2020年（令和2年）9月までの間は共同運航を行っており、共通乗船券で両社の船に乗船できた。

## 沿革
かつて八重山列島には多数の海運会社が存在し同一航路に参入していた。本土復帰時にこのうち6航路10船舶が統合して八重山観光フェリーが誕生。同社の西表観光海運との合併（1990年（平成2年））、平田観光の船舶委譲（同年）、離島総合海運との合併（1994年（平成6年））等を経て、波照間航路を除く大半の航路が安栄観光と八重山観光フェリーの2社に集約された。
2007年（平成19年）には新たに石垣島ドリーム観光が参入し、大半の営業航路で3社でのトリプルトラックとなった。
過当競争気味であることから、コスト削減を目的に2010年（平成22年）4月から黒島航路で、同年6月からは竹富島航路で、安栄観光と八重山観光フェリーによる共同運航が開始された。さらに竹富航路では、両社が同時刻に出発していた運航時刻を基本的に30分ずらしていた。その後、2011年（平成23年）4月からは共同運航航路が拡大し、安栄観光のみが運航する波照間航路を除くすべての高速船で、両社の乗船券が相互利用できるようになり、2社共同運航便と石垣島ドリーム観光との実質的なダブルトラックとなったが、石垣島ドリーム観光は2018年（平成30年）4月からツアー（不定期航路事業）に特化し、定期航路事業を休止。2020年（令和2年）10月1日からは、2社による共同運航が解消され、共通乗船券が廃止された。

### 年表
- 1970年（昭和45年）7月17日 - 創業。
- 2008年（平成20年）7月1日 - 燃料油価格変動調整金（燃料サーチャージ）制度を導入[11]（2009年（平成21年）1月10日廃止[11]。以後、2011年（平成23年）3月10日から[12]2015年（平成27年）9月1日まで[13]、2018年（平成30年）8月1日からも導入[14]）。
- 2010年（平成22年）
  - 4月 - 黒島航路で試験的に八重山観光フェリーと安栄観光の共通乗船券を販売開始[8]。
  - 6月2日 - 竹富航路で八重山観光フェリーと安栄観光の共通乗船券を発売するとともに、共同運航を開始[8]。
- 2011年（平成23年）
  - 1月1日 - 波照間航路について一般旅客定期航路事業の許可を取得。これにより、従来旅客定員12名以下の非旅客船による不定期運航扱いであった波照間航路が定期運航化するとともに、旅客定員の制限が解消された[15][注 1]。
  - 1月1日 - カーフェリー「第二ぱいかじ」就航。
  - 4月 - 八重山観光フェリーと安栄観光の共通乗船券適用航路を拡大し、波照間航路以外のすべての高速船が対象になる[9]。
- 2012年（平成24年）10月 - 2012年6月から運休していた波照間海運の「フェリーはてるま」の運航を受け継ぎ、再開[17]。
- 2019年（令和元年）7月31日 - フェリーはてるま2就航。
- 2020年（令和2年）10月1日 - 八重山観光フェリーとの共同運航を廃止[3]。
- 2022年（令和4年）6月1日 - 石垣島から小浜島に向かう高速船（第88あんえい号）が基準航路を外れ、船底を浅瀬に接触させる事故を起こした。乗員乗客にけがはなかった。沖縄総合事務局の調べで、基準航路の順守などの安全教育の記録と船内の安全確認記録などの保管に不備があり、30日に安全確保を命じる行政処分を出した。また、過密な運航ダイヤに問題があるとして、見直し検討を指示した[18]。

## 航路
※下記は、旅客船（高速船）航路については2022年10月 - 2023年3月、貨客船（フェリー）航路については2020年10月の情報。
石垣島（石垣港）発着の旅客船（高速船）航路
- - 竹富島・竹富東港 ※石垣発1日7便・竹富発1日9便
- - 小浜島・小浜港 ※石垣発1日5便・小浜発1日6便（うち小浜発2便は竹富島経由）
- - 黒島・黒島港 ※1日3往復
- - 西表島・大原港 ※1日5往復（うち1往復は黒島経由、大原発の1便は小浜・竹富島経由）上原航路欠航時のみ追加で2往復
- - 西表島・上原港 ※1日6往復（うち上下各1便は鳩間島経由）
- - 波照間島・波照間港 ※1日3往復（うち上下各1便は不定期で大原経由）
- - 鳩間島・鳩間港 ※1日2往復（うち上下各1便は上原経由）

その他の島間の旅客船（高速船）航路
（石垣港発着便の途中寄港も含む。）
- 波照間島・波照間港 - 西表島・大原港 ※不定期（予約制）で1往復
- 西表島・大原港→小浜島・小浜港→竹富島・竹富東港→石垣港 ※1日1便
- 西表島・大原港 - 黒島・黒島港 ※1日1往復
- 小浜島・小浜港→竹富島・竹富東港 ※1日1便
- 西表島・上原港 - 鳩間島・鳩間港 ※1日1往復

貨客船（フェリー）航路
- 石垣港 - 竹富島・竹富東港 ※火・土曜日運航
- 石垣港 - 小浜島・小浜港 ※水・金・日曜日運航
- 石垣港 - 黒島・黒島港 ※月・木曜日運航
- 石垣港 - 西表島・大原港 ※火・木・土曜日運航
- 石垣港→鳩間島・鳩間港→西表島・上原港→石垣港 ※月・水・金・日曜日運航（水曜日は逆回り、日曜日は鳩間島を通過）
- 石垣港 - 波照間島・波照間港 ※火・木・土曜日運航

## 保有船舶
高速船

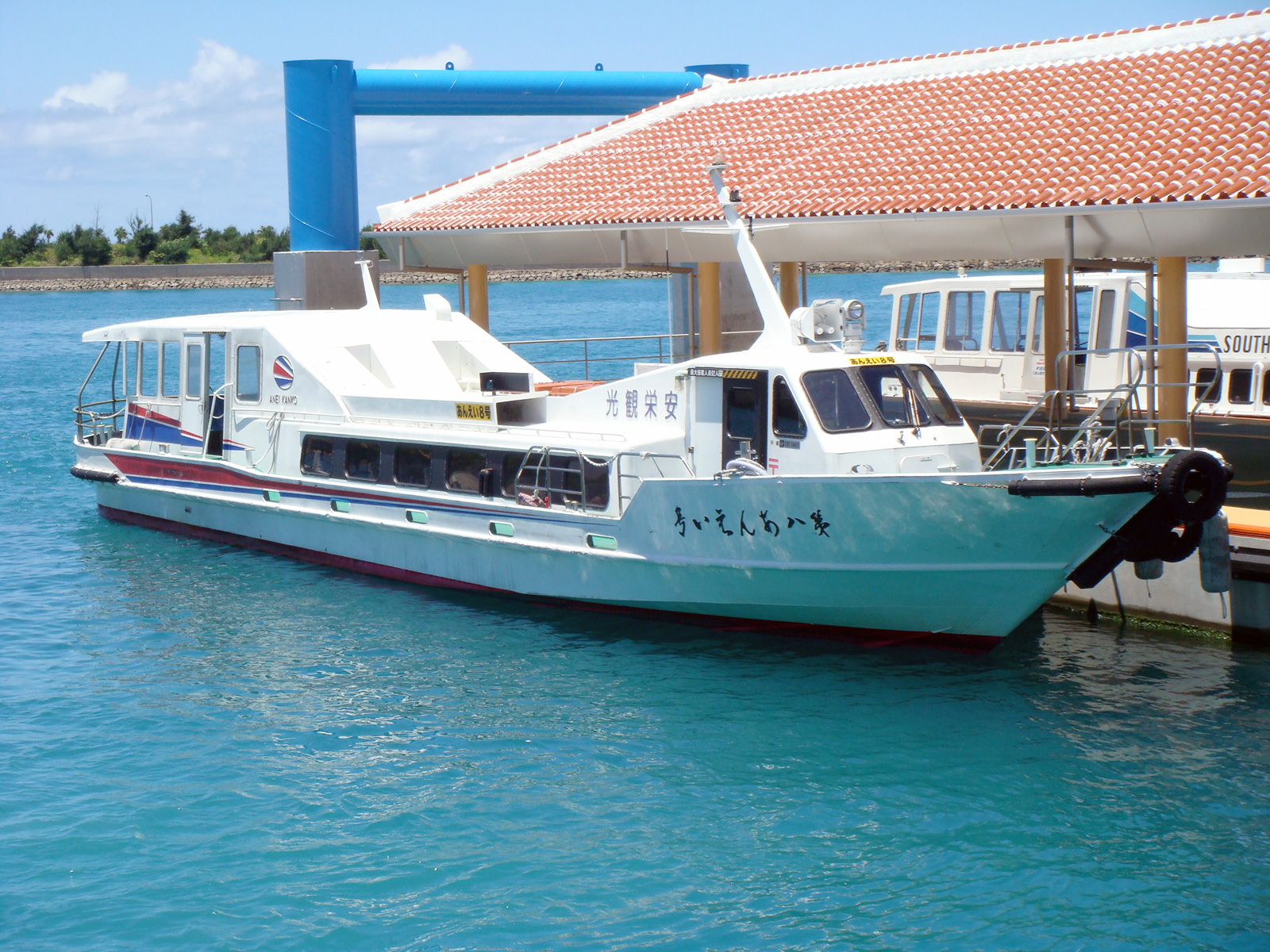
第8あんえい号 - 総トン数19t 旅客定員90名 航海速力38.0ノット 2000年3月進水・2000年4月就航
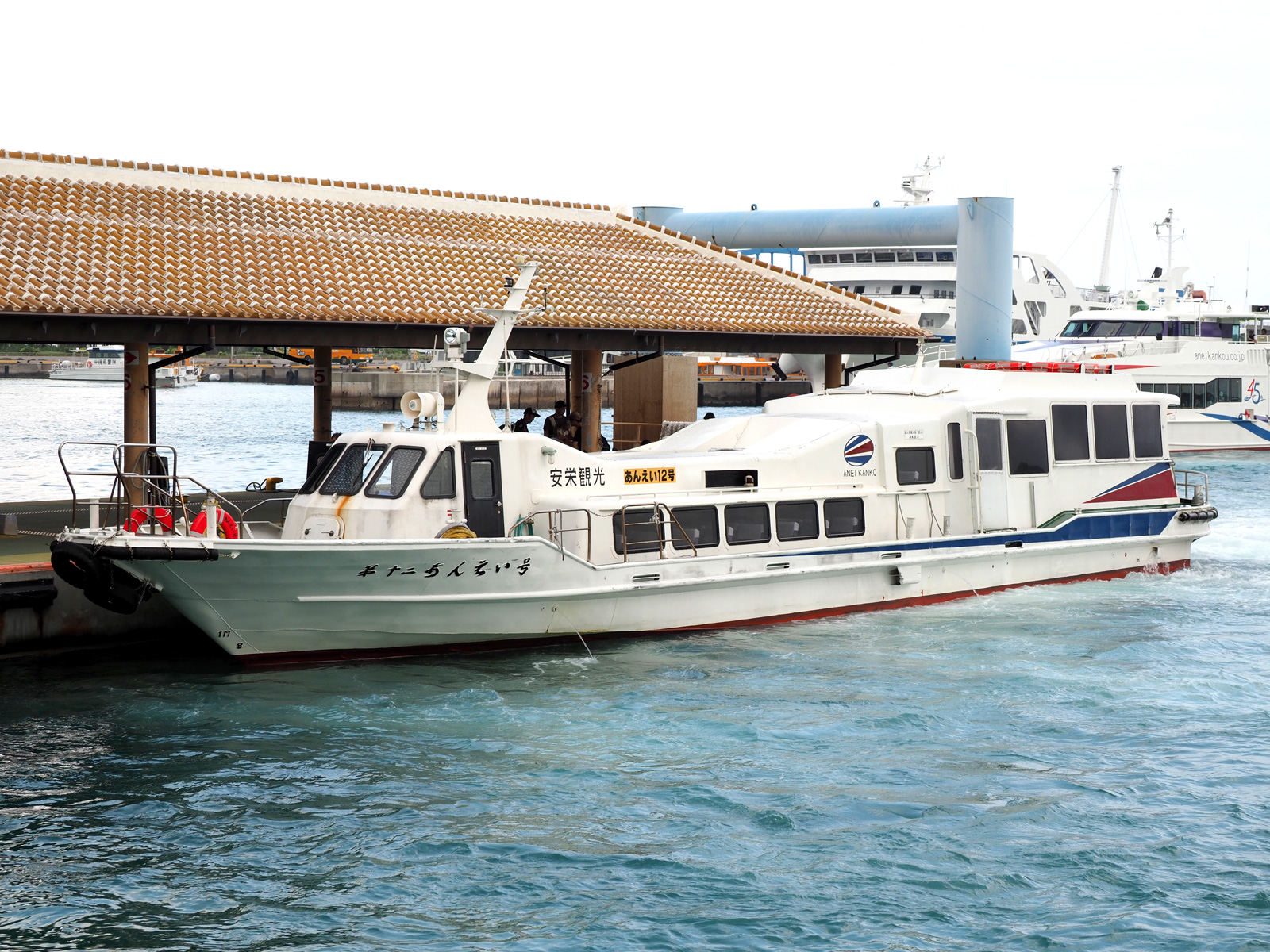
第12あんえい号 - 総トン数19t 旅客定員89名 航海速力38.0ノット 2003年12月進水・2004年1月就航
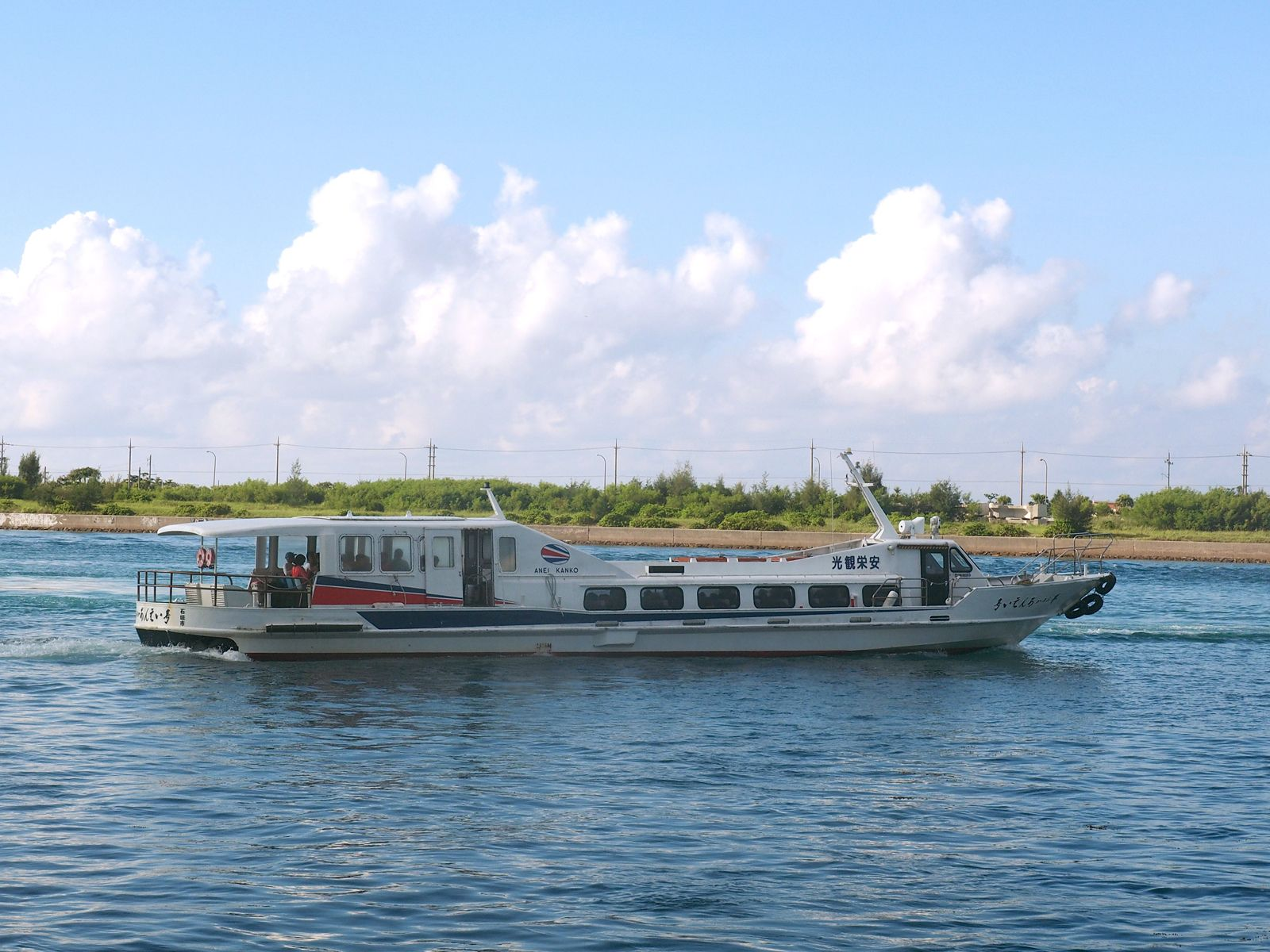
第38あんえい号 - 総トン数19t 旅客定員89名 航海速力38.0ノット 2000年12月進水・2001年1月就航
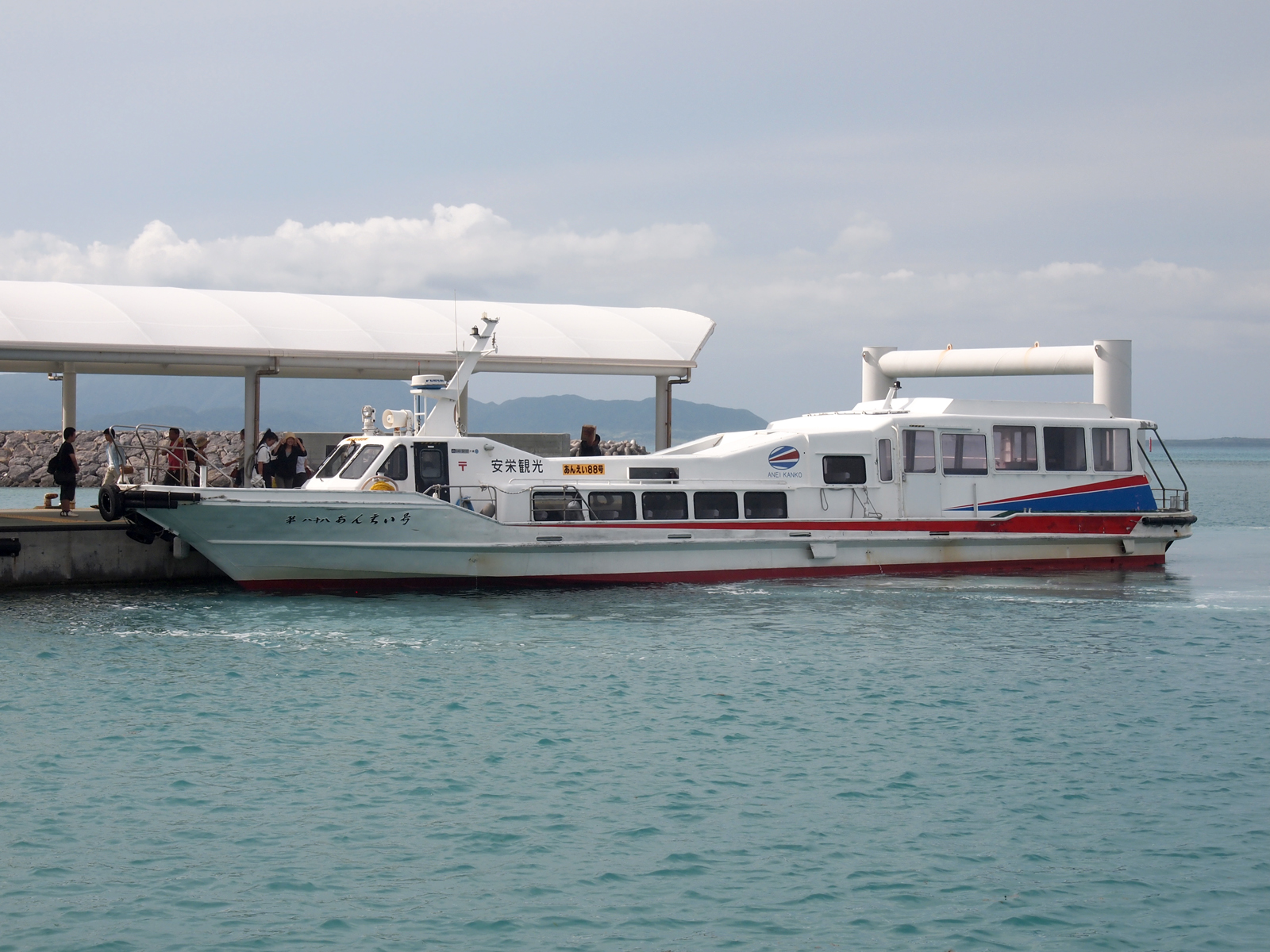
第88あんえい号 - 総トン数19t 旅客定員89名 航海速力38.0ノット 2004年11月進水・2004年12月就航
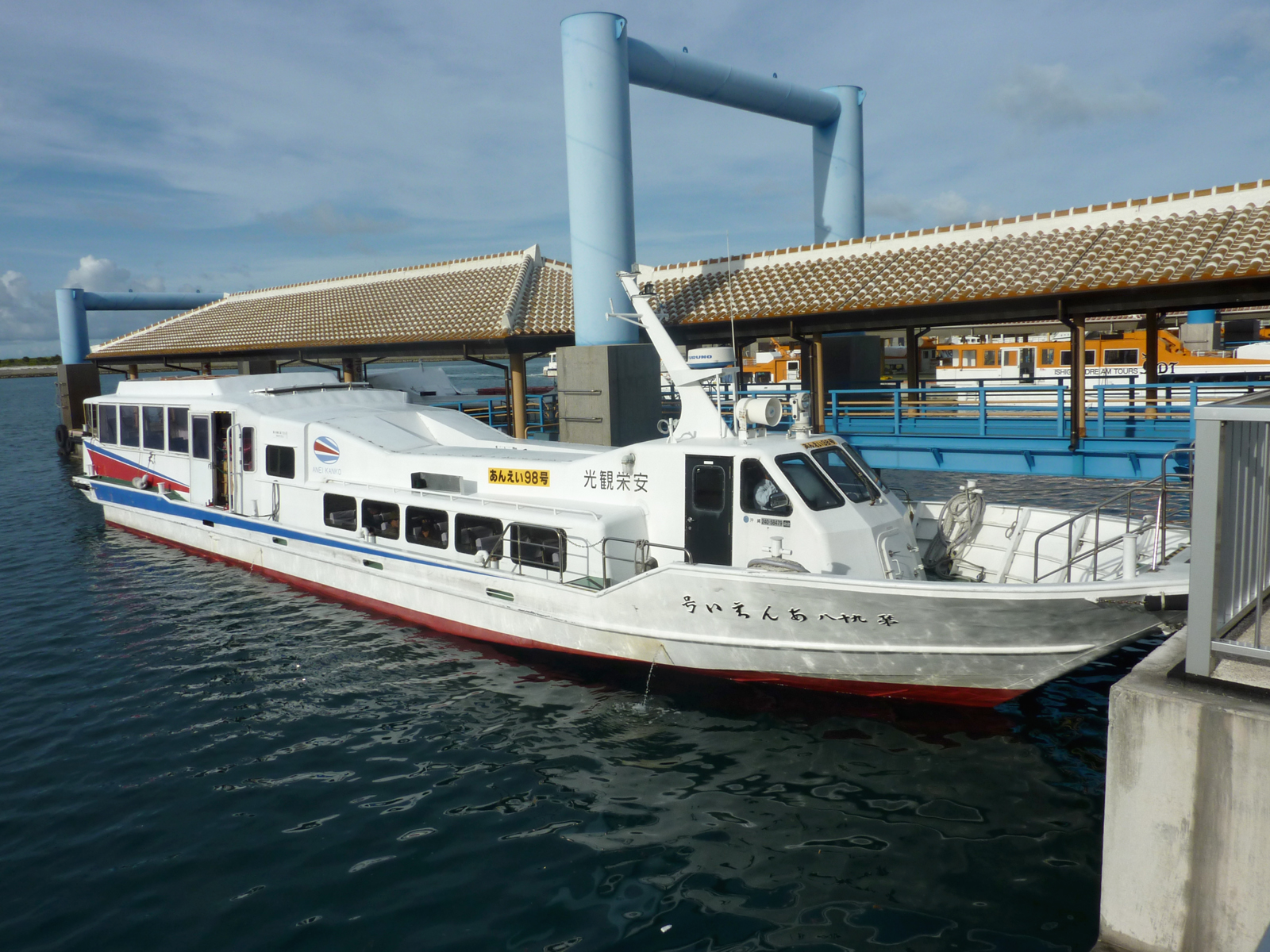
第98あんえい号 - 総トン数29t 旅客定員97名 航海速力36.0ノット 2005年4月進水・2005年5月就航
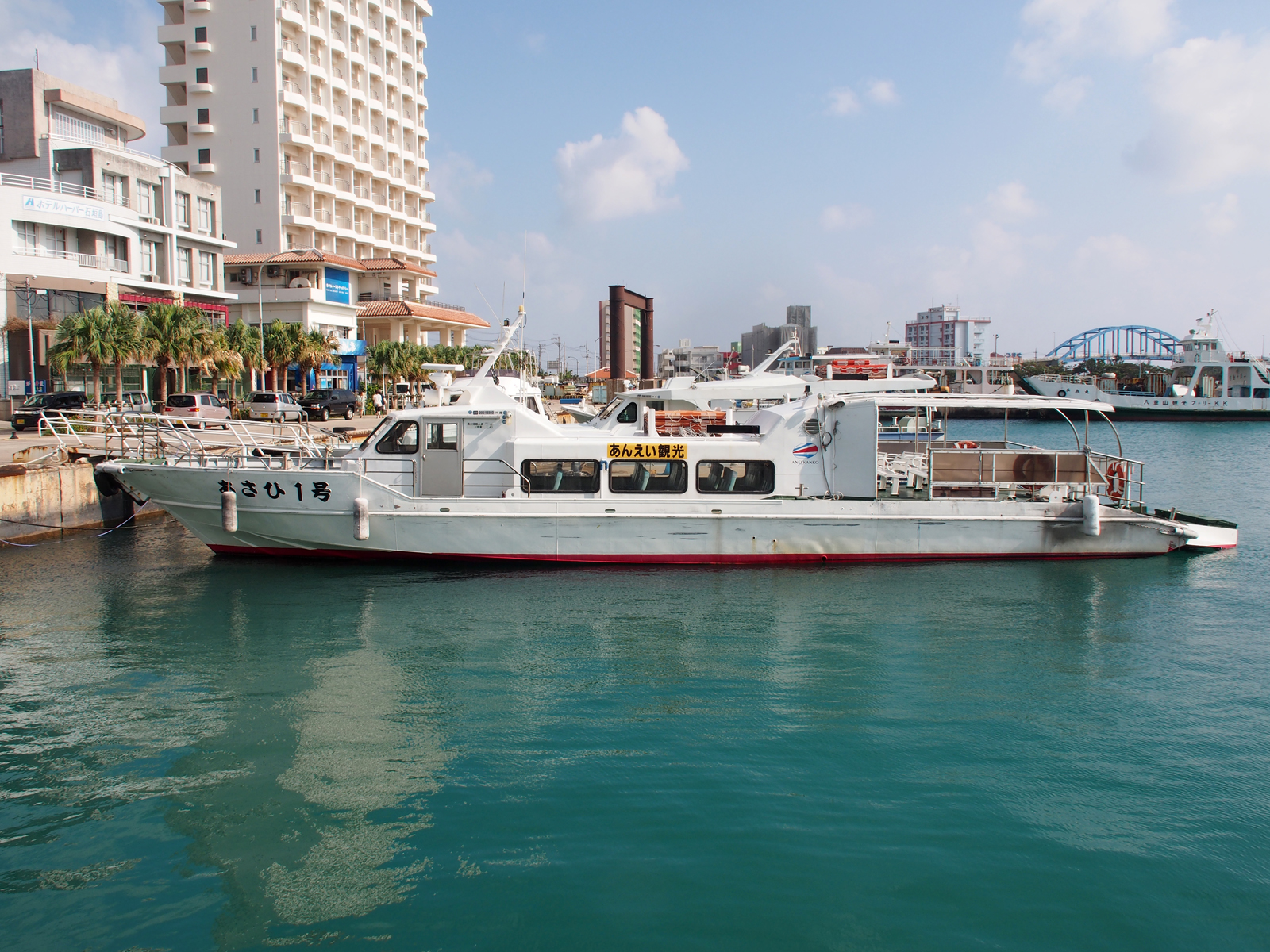
あさひ1号 - 総トン数19t 旅客定員60名 航海速力30.0ノット 1993年5月進水
かつて那覇（泊港）-伊江島航路に就航していた[23]。
- ぱいじま - 総トン数98t 旅客定員181名 航海速力32.0ノット 2007年8月進水・2007年就航 ※当社初の大型高速船[24]
- ぱいじま2 - 総トン数284t 旅客定員210名 2017年10月8日就航[25][26][27]
双胴の大型高速船。元石崎汽船のシーマックス。欠航率が高い波照間航路に導入され、就航率を10%改善することが期待された[25][26][28]。一方、当初、公式の所要時間は従来の約60分から約80分に長くなるとされていた[27][注 2]。ただし、実際には90分から120分での運航が常態化しており、後に所要時間は90分とされた。
- うみかじ - 総トン数65t 旅客定員147名 航海速力29.0ノット 1993年7月進水・2008年10月就航
- うみかじ2 - 総トン数120t 旅客定員162名 2016年6月就航 当社初の大型双胴船[24]
前身は福岡市営渡船の博多港-志賀島航路に就航していた「きんいん2」[29]。
- いりかじ - 総トン数187t 旅客定員198名 2021年6月27日就航[30]

貨客船（カーフェリー）
- カーフェリーぱいかじ - 総トン数19t 旅客定員54名 乗用車6台 航海速力20.0ノット 2002年8月進水・2003年3月就航
- フェリーはてるま2 - 総トン数199t 2019年7月就航
前身は長崎県の的山大島と平戸港等とを結んでいた平戸市営フェリーの第二フェリー大島[31][32]。老朽化したフェリーはてるまの代替船で、一時は600t規模の新造船を導入することも検討されたが、その後、2019年度に同規模の中古貨客船を導入する方針となり[33][28]、2019年2月に本船が購入されて、7月31日に就航した[34][35][32][36]。

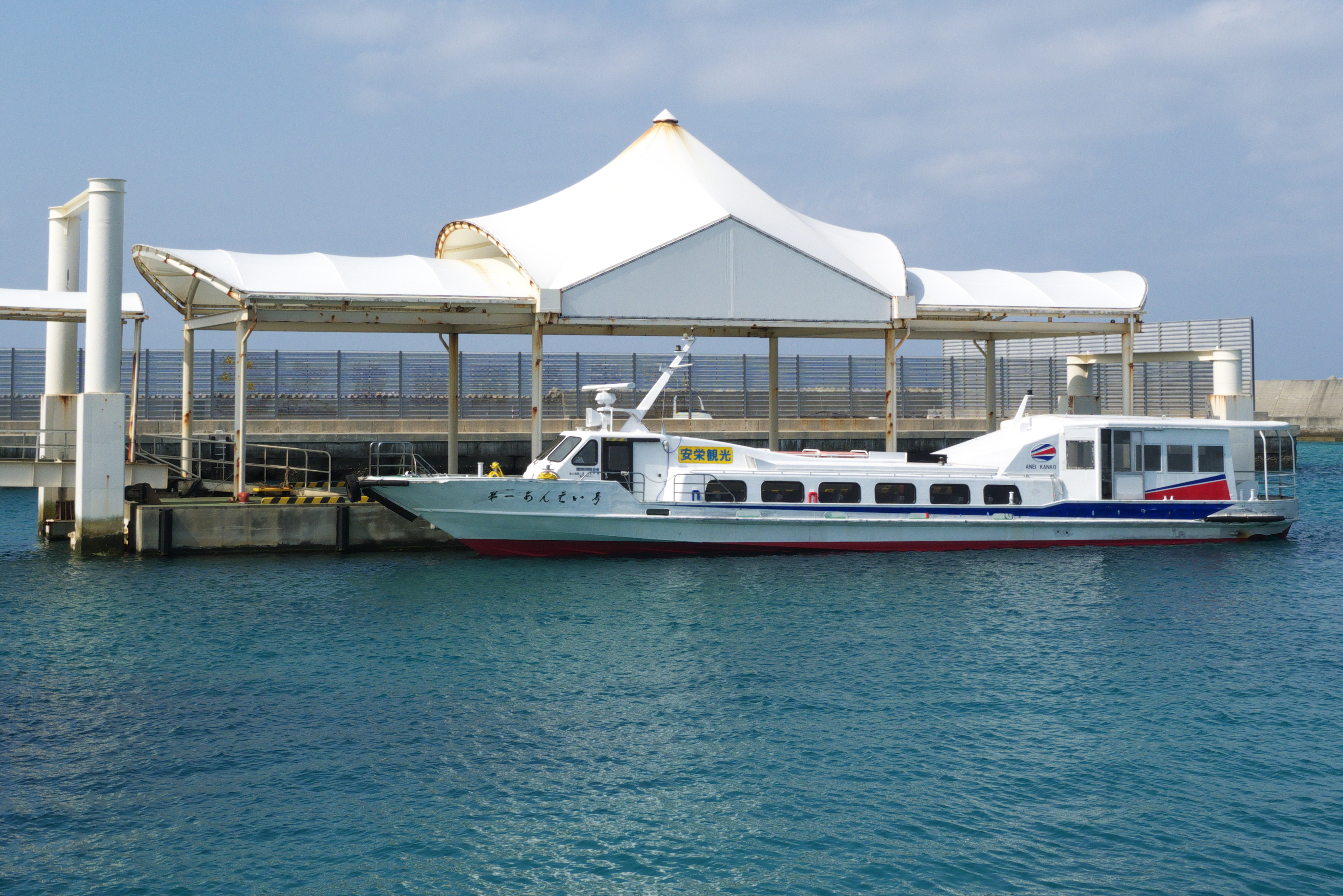
第8あんえい号（石垣港）
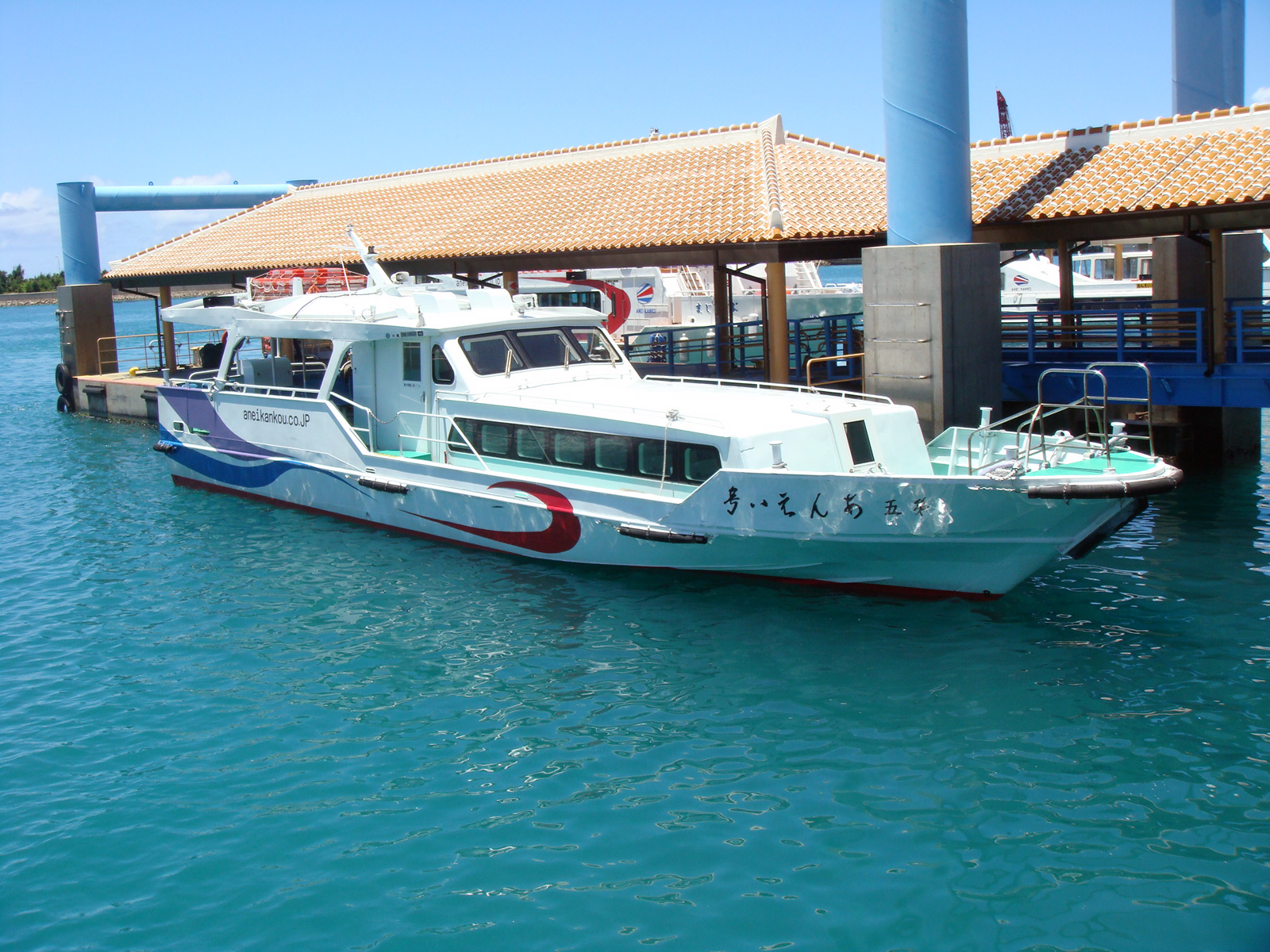
第12あんえい号（石垣港）
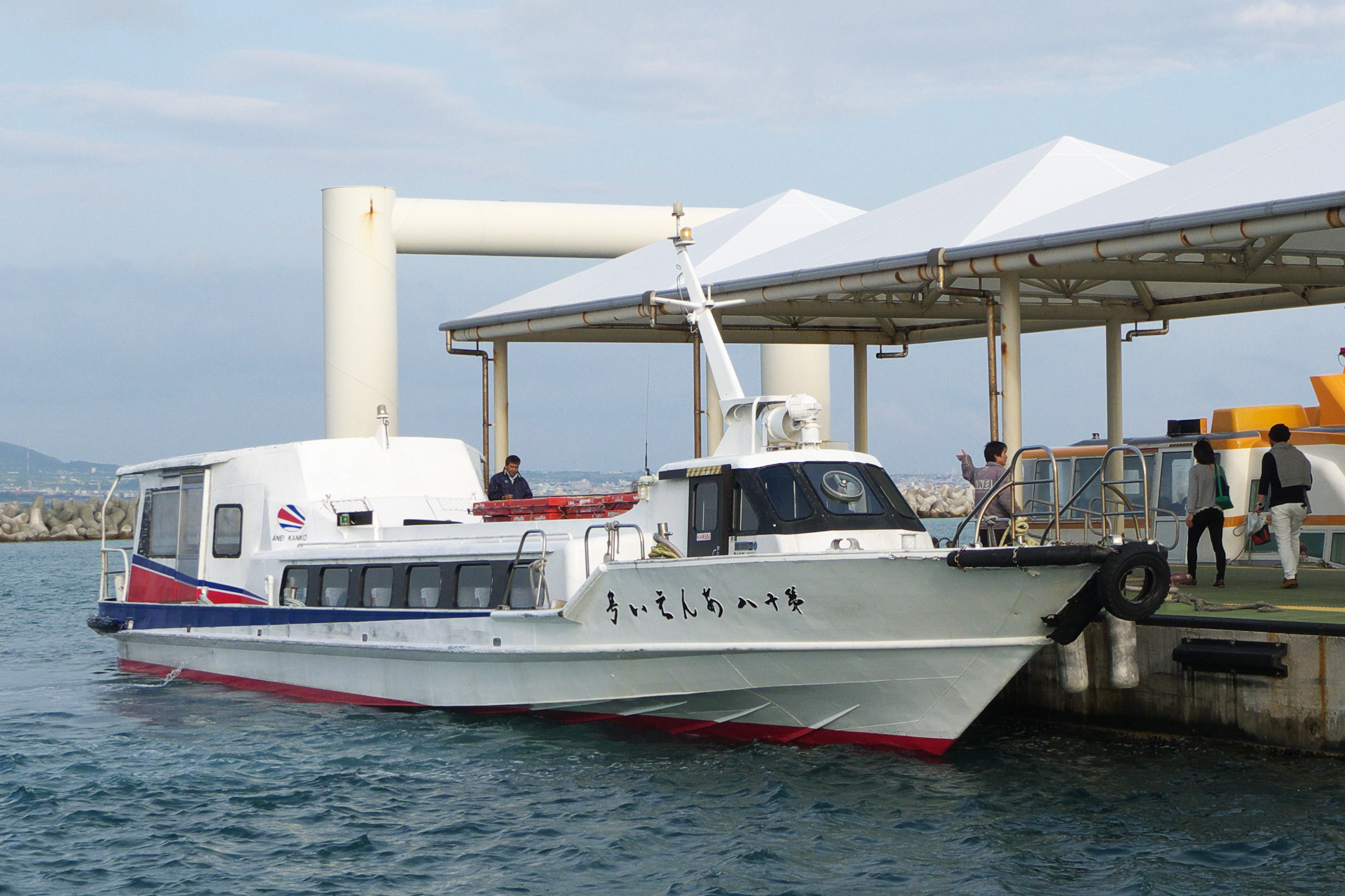
第38あんえい号（石垣港沖）
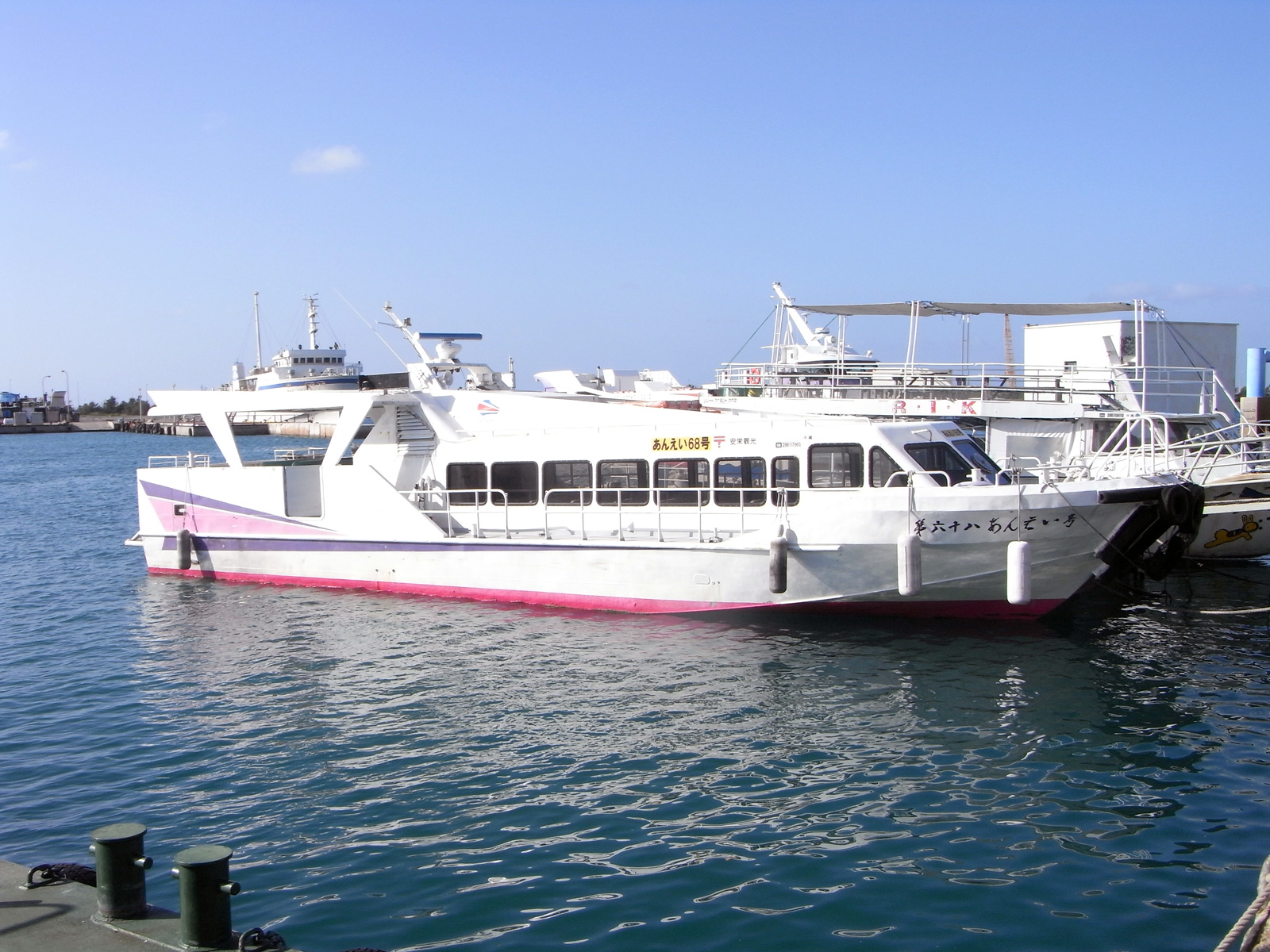
第88あんえい号（黒島港）
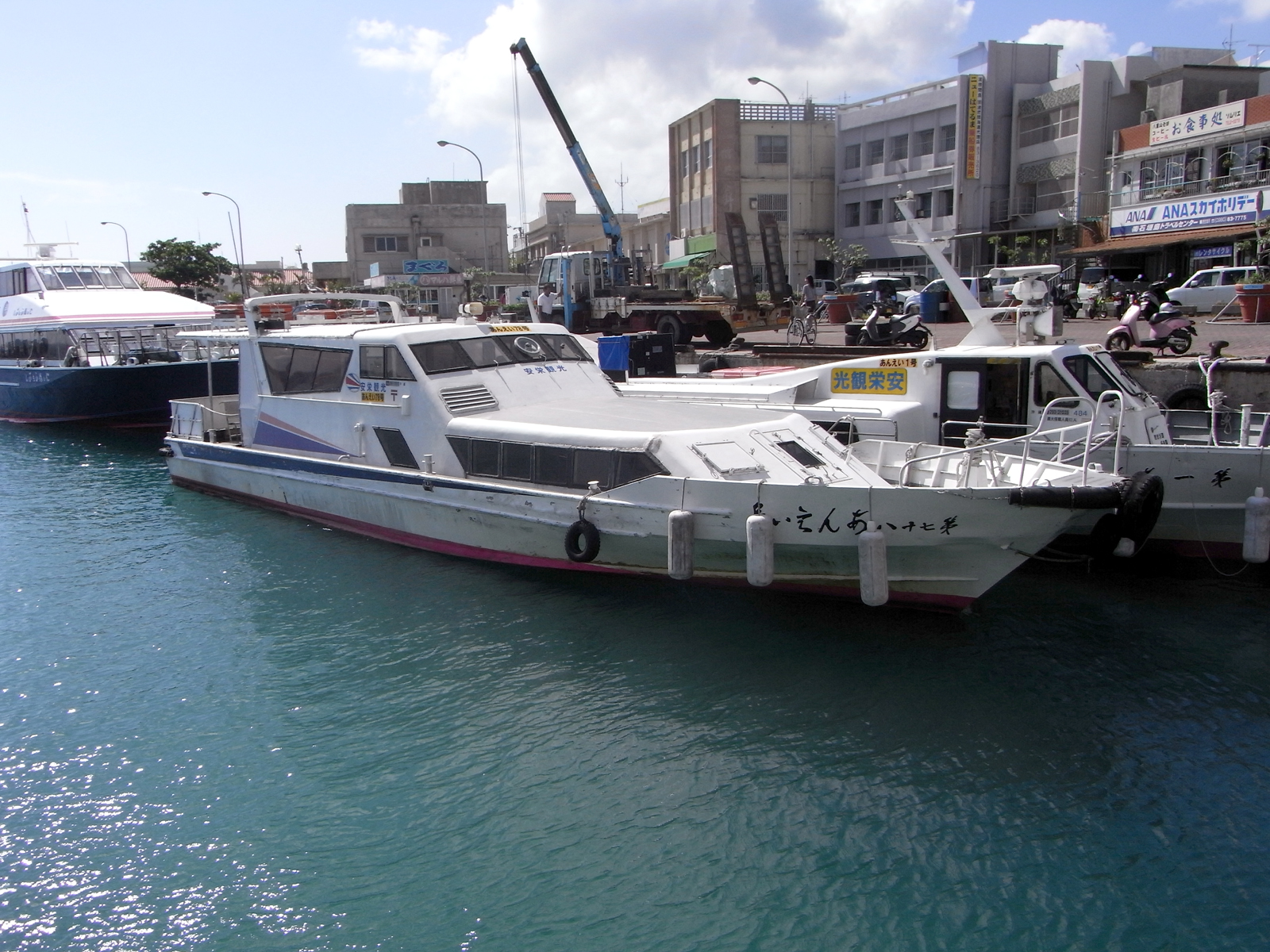
第98あんえい号（石垣港）
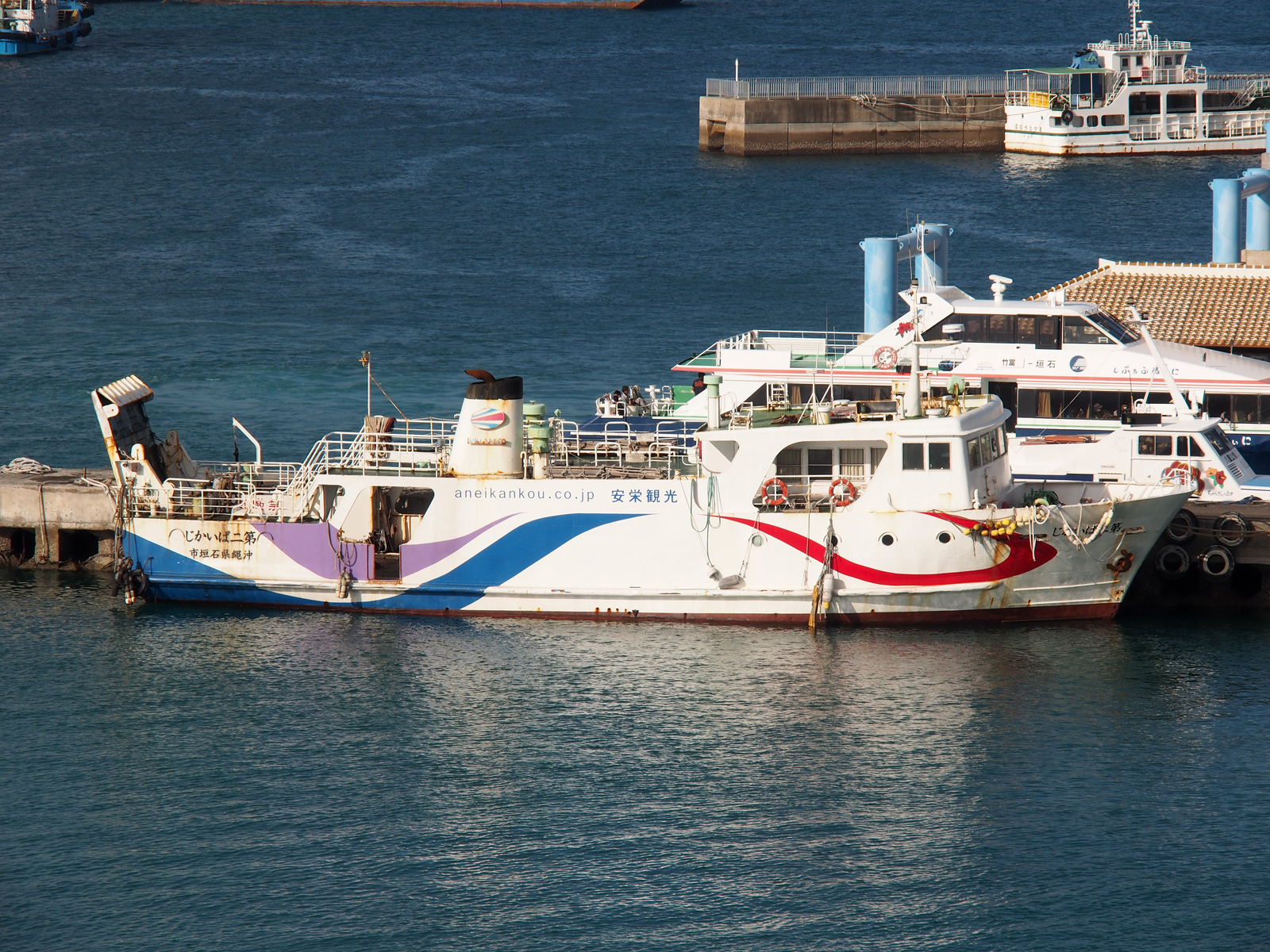
第二ぱいかじ（石垣港）
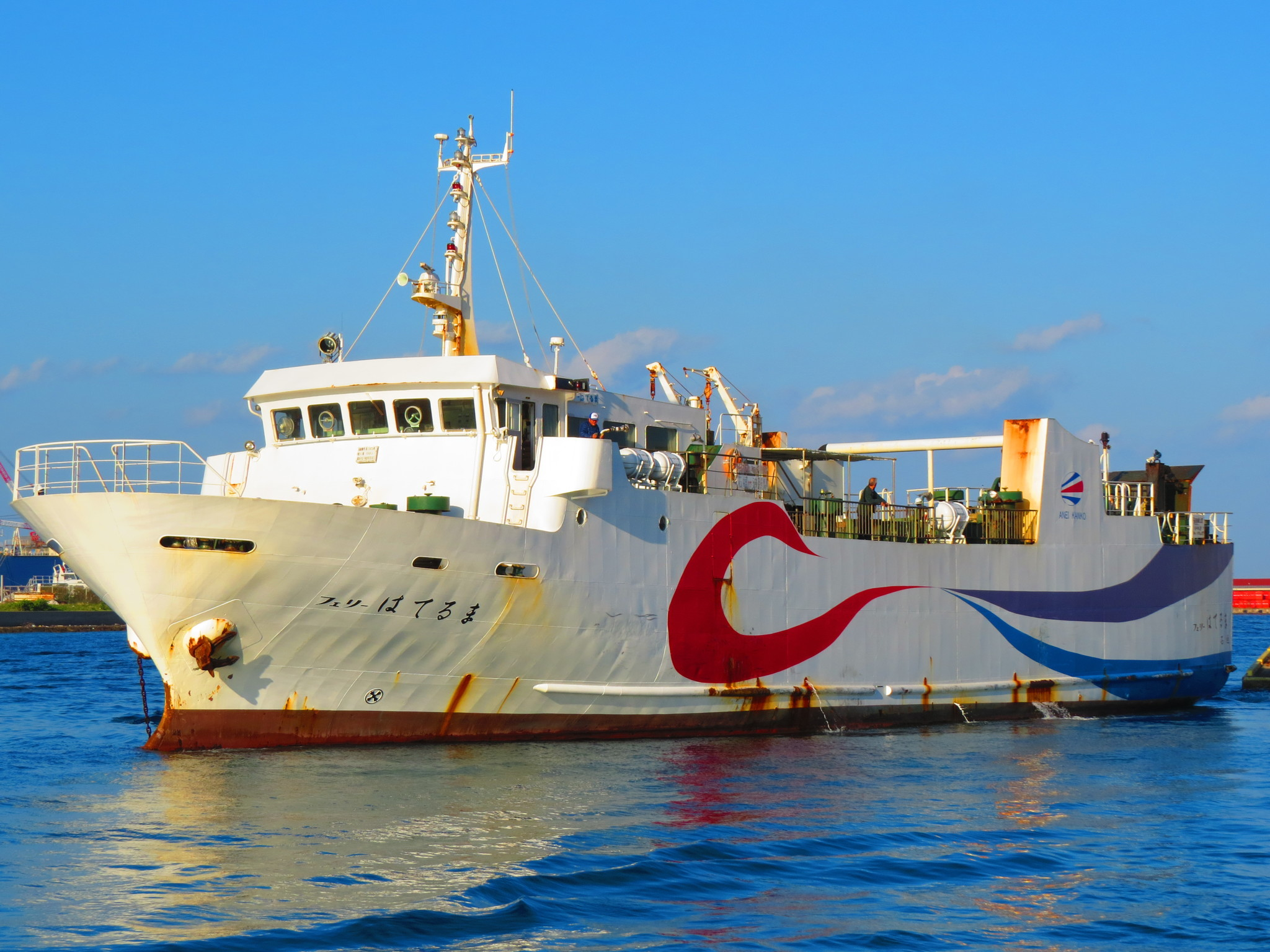
フェリーはてるま（石垣港）

- あさひ1号（石垣港）

### 過去の保有船舶
高速船
- 第1あんえい号 - 総トン数19t 旅客定員90名 航海速力38.0ノット 1996年8月進水[37][38]
- 第3あんえい号 - 総トン数19t 旅客定員90名 航海速力38.0ノット 1997年10月進水[37][38]
- 第5あんえい号 - 総トン数19t 旅客定員66名 航海速力30.0ノット 1990年5月進水[39]
- 第18あんえい号 - 総トン数19t 旅客定員90名 航海速力30.0ノット 1995年3月進水[37][38]
- 第28あんえい号 - 旅客定員75名 速力28ノット
- 第48あんえい号 - 旅客定員51名 速力30ノット
- 第58あんえい号 - 旅客定員69名 速力32ノット[39]
- 第68あんえい号 - 旅客定員  名 速力32ノット[39]
- 第78あんえい号 - 旅客定員  名 速力32ノット[37]
旅客定員を12名に制限していた頃から波照間航路に使用されていた船舶である。2008年1月16日には、乗客3人が腰椎圧迫骨折等の重傷を負う事件を起こし、運航を中止すべき波浪があったにもかかわらず運航したことや減速措置を取らなかったことなどが原因であるとの裁決を受けている[40]。

貨客船（カーフェリー）
- 第二ぱいかじ - 旅客定員38名
2011年1月就航。前身は1981年12月に竣工した平戸港-度島航路の「フェリー度島」[41]。
- フェリーはてるま - 総トン数194t 旅客定員50名 速力14ノット 1990年2月進水
かつて波照間海運が運航していた船舶である。波照間海運の休航後、2012年7月に安栄観光が波照間海運より購入し[42]、同年10月に就航した[17]。
2018年12月27日の航行中に舵駆動用のモーターが故障したため、2019年1月11日まで運休。波照間島ではガソリンの供給や黒糖の出荷等に影響が及んだ[43][44][45][46]。
老朽化のため2019年7月にフェリーはてるま2に代替[32][36]。

- 第1あんえい号（波照間港）
- 第5あんえい号（石垣港）
- 第18あんえい号（竹富東港）
- 第68あんえい号（石垣港）
- 第78あんえい号（石垣港）
- 第二ぱいかじ（石垣港）
- フェリーはてるま（石垣港）